# Колорадо-Спрингс
Колора́до-Спрингс (англ. Colorado Springs) — город в центральной части США, в штате Колорадо, административный центр округа Эль-Пасо. Расположен в восточной части штата, в 98 км южнее столицы штата Денвер на восточных отрогах Скалистых гор.
Основан в августе 1871 года генералом Джексоном Палмером.
Население 369,8 тыс. чел. (2005), с пригородами 572,24 тыс. чел. Колорадо-Спрингс имеет чрезвычайно важное военное значение: в городе расположены две авиабазы, крупная воинская часть Форт-Карсон, а также Командование воздушно-космической обороны Северной Америки (NORAD).

## История
Изначально поселение на месте которого сейчас находится Колорадо-Спрингс называлось Фаунтин-Колони, а переименовали его после открытия в здешних краях минеральных источников. В городе осело большое количество выходцев из Великобритании, из-за чего его начали называть «Литл-Лондон». Благодаря золотоносному месторождению под названием Крипл-Крик, а также развитию санаторного отдыха, город постепенно разрастался. В 1917 году Колорадо-Спрингс был объединен в один город с соседним Колорадо-Сити.
В наши дни город принято считать центром зимних видов спорта. Именно в Колорадо-Спрингс расположены резиденции Национального Олимпийского комитета США и Национальной ассоциации лыжного спорта. В 1969 году здесь проводился чемпионат мира по фигурному катанию, где своё первое золото в международных первенствах завоевала советская фигуристка Ирина Роднина (тогда в паре с Алексеем Улановым, тренер Станислав Жук). В 1975 году здесь же первым советским чемпионом мира в мужском одиночном катании стал фигурист Сергей Волков (тренер В. Н. Кудрявцев).
В 1997 году город был награждён премией «All-America City Award» (с англ. — «Всеамериканский город») присуждаемой Национальной гражданской лигой, которую неофициально называют «Нобелевской премией за конструктивное гражданство» и которая выдается за активную гражданскую позицию жителей некорпоративных сообществ Соединённых Штатов в жизни местного самоуправления.

## Климат
| Показатель                                                                | Янв. | Фев. | Март | Апр. | Май  | Июнь | Июль | Авг. | Сен. | Окт. | Нояб. | Дек. | Год  |
| ------------------------------------------------------------------------- | ---- | ---- | ---- | ---- | ---- | ---- | ---- | ---- | ---- | ---- | ----- | ---- | ---- |
| Абсолютный максимум, °C                                                   | 23   | 25   | 27   | 31   | 34   | 38   | 38   | 37   | 36   | 31   | 26    | 25   | 38   |
| Средний суточный максимум, °C                                             | 7,2  | 8,1  | 12,7 | 16,1 | 21,5 | 27,6 | 30,3 | 28,7 | 25,1 | 18,2 | 11,6  | 7,0  | 17,8 |
| Средний суточный минимум, °C                                              | −7,5 | −6,6 | −2,6 | 1,1  | 6,4  | 11,6 | 14,6 | 13,7 | 9,4  | 2,6  | −3,3  | −7,4 | 2,7  |
| Абсолютный минимум, °C                                                    | −32  | −33  | −27  | −19  | −9   | −3   | 3    | 1    | −7   | −21  | −24   | −33  | −33  |
| Среднее число солнечных часов в месяц                                     | 217  | 224  | 279  | 300  | 310  | 330  | 341  | 310  | 270  | 248  | 210   | 217  | 3256 |
| Среднее число дней с осадками                                             | 4    | 5    | 7    | 8    | 10   | 10   | 12   | 12   | 7    | 5    | 5     | 4    | 87   |
| Норма осадков, мм                                                         | 7    | 8    | 20   | 37   | 51   | 58   | 79   | 75   | 34   | 20   | 9     | 6    | 404  |
| Источник: Национальное управление океанических и атмосферных исследований |      |      |      |      |      |      |      |      |      |      |       |      |      |

## Достопримечательности

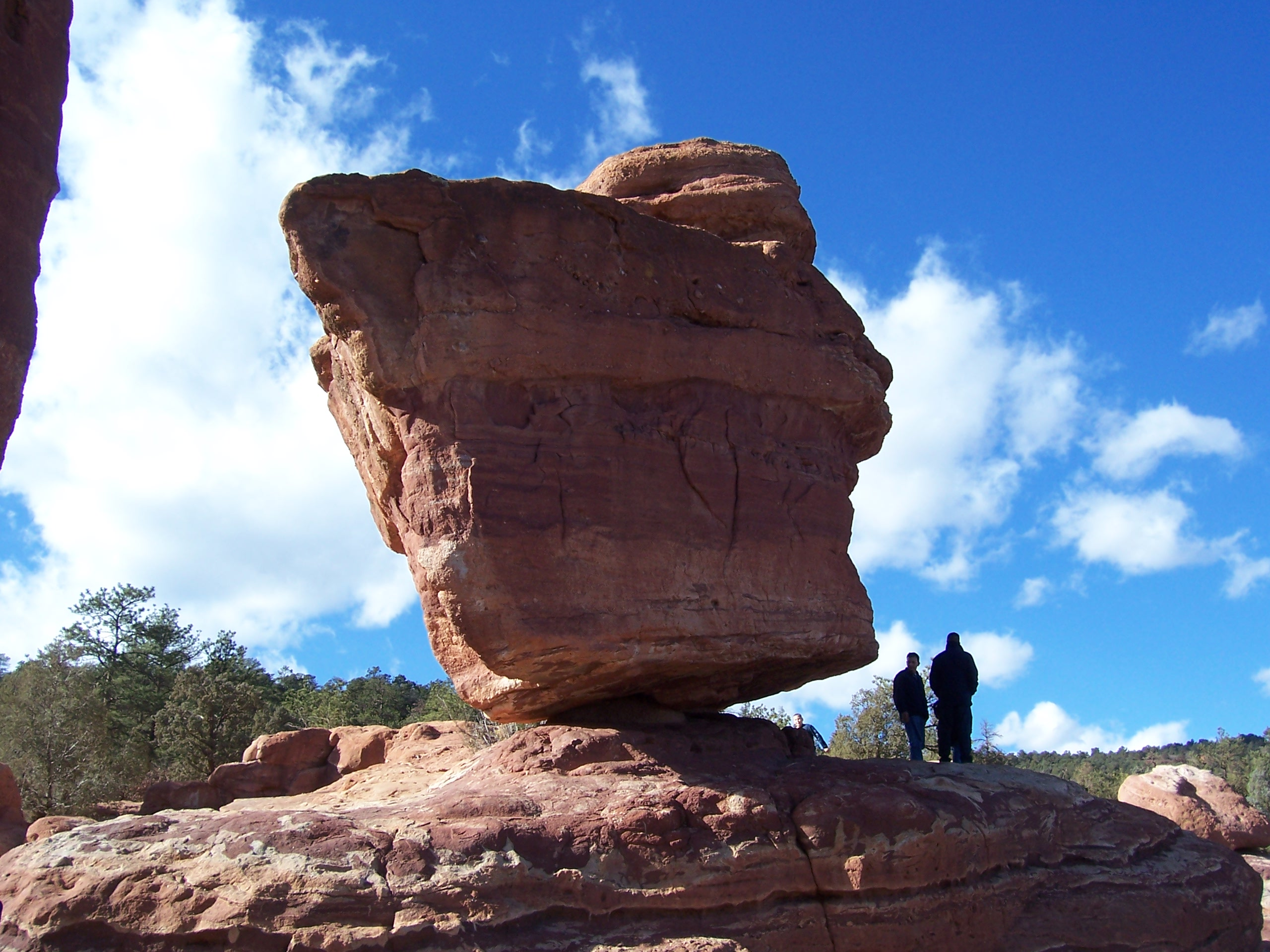
«Балансирующий камень» в Саду Богов

- Ландшафтный парк Сад Богов (Garden of the Gods)
- Олимпийский Центр США
- Академия ВВС США (чуть севернее города находится Кадетская часовня Академии ВВС США — здание в стиле модерн с 17 шпилями)
- Музей нумизматики и штаб-квартира Американской нумизматической ассоциации
- Отель «Броадмор»
- Центр по слежению за атмосферой и ближним космосом (NORAD)
- Скальные жилища Маниту

## Города-побратимы
- Фудзиёсида, Япония (1962)
- Гаосюн, Китайская Республика (1983)
- Смоленск, Россия (1993—2022)
- Бишкек, Кыргызстан (1994)
- Нуэво-Касас-Грандес, Мексика (1996)
- Бэнкстоун[англ.], Австралия (1999)
- Палмас, Бразилия (2002)